# Dopen
Dopen, Eigenschreibweise dO!PEN, ist eine deutsche Literaturzeitschrift, die seit 2001 von einer Gruppe literarische Enthusiasten um Thomas Tonn (Dortmund) und Michael Steffens (Köln) herausgegeben wird. Die Zeitschrift finanziert sich durch den Verkaufserlös und durch Lesungen.
Mit Unterstützung der Dortmunder Energie- und Wasserversorgung (DEW21) vergibt Dopen einen Literaturpreis, der zuletzt 2017 verliehen wurde.
Beiträge lieferten unter anderem:
Jörg Albrecht,
Jochen Arlt,
Carmen Caputo,
Jonas-Philipp Dallmann,
Alex Dreppec,
Michael Helming, 
Herbert Hindringer, 
Daniel Klaus,
Laabs Kowalski, 
Ralf Thenior, 
Jochen Weeber